# Camino Francés

Bốn nhánh của đường hành hương Santiago de Compostela đến Camino Francés tại Pháp

Camino Francés là con đường phổ biến nhất trong hệ thống Đường hành hương Santiago de Compostela. Nó xuất phát từ Saint-Jean-Pied-de-Port ở Pháp qua Roncesvalles trên dãy Pyrénées, phía Tây Ban Nha và sau đó là hành trình dài 780 km để tới được Santiago de Compostela qua các thành phố lớn như: Pamplona, Logroño, Burgos và Léon. Đi bộ trên Camino Frances cũng phải mất ít nhất bốn tuần, hoặc hai ngày nếu có các phương tiện.
Đường hành hương từ các thành phố Tours, Vézelay, và Le Puy-en-Velay gặp nhau tại điểm đầu của con đường ở Saint-Jean-Pied-de-Port. Một nhánh khác bắt nguồn từ Arles, ở vùng Provence, qua biên giới Pháp-Tây Ban Nha tại một địa điểm khác, thị trấn Somport và Canfranc trên dãy núi Pyrenees. Sau đó thông qua con đường Aragonese Way để tới đường chính của Santiago de Compostela ở Puente la Reina, phía nam của Pamplona, Navarre, khoảng 700 km số để tới Santiago de Compostela.

## Hành trình
Các thị trấn và thành phố con đường này đi qua, tuyến đường hành hương chia thành các giai đoạn bao gồm:
| #  | Khoảng cách từ Saint-Jean-Pied-de-Port | Khoảng cách từ Santiago | Khoảng cách | Từ                            | Đến                         | Qua                                                                                            | Ghi chú                                                                               |
| -- | -------------------------------------- | ----------------------- | ----------- | ----------------------------- | --------------------------- | ---------------------------------------------------------------------------------------------- | ------------------------------------------------------------------------------------- |
| 1  | 0                                      | 769                     | 25          | Saint-Jean-Pied-de-Port, Pháp | Roncesvalles                |                                                                                                | Vượt qua biên giới của Pháp và Tây Ban Nha ở phía tây dãy núi Pyrenees.               |
| 2  | 25                                     | 744                     | 21.5        | Roncesvalles, Tây Ban Nha     | Zubiri                      | Burguete, Espinal, Viscarret, Linzoáin                                                         |                                                                                       |
| 3  | 46.5                                   | 722.5                   | 22          | Zubiri                        | Pamplona                    | Larrasoaña, Trinidad de Arre                                                                   |                                                                                       |
| 4  | 68.5                                   | 700.5                   | 23.5        | Pamplona                      | Puente la Reina             | Cizur Menor, Uterga, Obanos                                                                    | Đi qua Aragonese Way trước khi tới Puente la Reina.                                   |
| 5  | 92                                     | 677                     | 22          | Puente la Reina               | Estella                     | Cirauqui, Lorca, Villatuerta                                                                   |                                                                                       |
| 6  | 114                                    | 655                     | 22          | Estella                       | Los Arcos                   | Villamayor de Monjardín                                                                        |                                                                                       |
| 7  | 136                                    | 633                     | 28          | Los Arcos                     | Logroño                     | Torres del Río, Sansol, Viana                                                                  | Nghỉ lại tại tỉnh Navarre, tới La Rioja                                               |
| 8  | 164                                    | 605                     | 29          | Logroño                       | Nájera                      | Navarrete, Ventosa                                                                             |                                                                                       |
| 9  | 193                                    | 576                     | 21          | Nájera                        | Santo Domingo de la Calzada | Azofra                                                                                         |                                                                                       |
| 10 | 214                                    | 555                     | 23          | Santo Domingo de la Calzada   | Belorado                    | Grañón, Redecilla del Camino                                                                   |                                                                                       |
| 11 | 237                                    | 532                     | 24          | Belorado                      | San Juan de Ortega          | Tosantos, Villafranca Montes de Oca                                                            |                                                                                       |
| 12 | 261                                    | 508                     | 28          | San Juan de Ortega            | Burgos                      | Agés, Atapuerca, Olmos de Atapuerca                                                            |                                                                                       |
| 13 | 289                                    | 480                     | 40          | Burgos                        | Castrojeriz                 | Villalbilla de Burgos, Tardajos, Rabé de las Calzadas, Hornillos del Camino, San Bol, Hontanas |                                                                                       |
| 14 | 329                                    | 440                     | 23          | Castrojeriz                   | Frómista                    | Itero del Castillo, Puente de Fitero, Itero de la Vega, Boadilla del Camino                    | Ở lại tại Burgos, tới Palencia                                                        |
| 15 | 352                                    | 417                     | 19          | Frómista                      | Carrión de los Condes       | Población de Campos, Villacázar de Sirga                                                       |                                                                                       |
| 16 | 371                                    | 398                     | 39          | Carrión de los Condes         | Sahagún                     | Calzadilla de la Cueza, Ledigos, Terradillo del los Templarios, San Nicolás del Real Camino    |                                                                                       |
| 17 | 410                                    | 359                     | 19.5        | Sahagún                       | El Burgo Ranero             | Calzada del Coto, Bercianos del Real Camino                                                    |                                                                                       |
| 18 | 429.5                                  | 339.5                   | 38          | El Burgo Ranero               | León                        | Reliegos, Mansilla de las Mulas                                                                |                                                                                       |
| 19 | 467.5                                  | 301.5                   | 24          | León                          | Villadangos del Páramo      |                                                                                                |                                                                                       |
| 20 | 491.5                                  | 277.5                   | 28          | Villadangos del Páramo        | Astorga                     | San Martín del Camino, Hospital de Órbigo, Santibáñez de Valdeiglesias                         |                                                                                       |
| 21 | 519.5                                  | 249.5                   | 20          | Astorga                       | Rabanal del Camino          | Murias de Rechivaldo, Santa Catalina de Somoza, El Ganso                                       |                                                                                       |
| 22 | 539.5                                  | 229.5                   | 32.5        | Rabanal del Camino            | Ponferrada                  | Manjarin, El Acebo, Riego de Ambros, Molinaseca                                                | Điểm cao nhất của đường mòn, 1515 mét so với mực nước biển, gần Manjarin.             |
| 23 | 572                                    | 197                     | 23          | Ponferrada                    | Villafranca del Bierzo      | Cacabelos                                                                                      |                                                                                       |
| 24 | 595                                    | 174                     | 30          | Villafranca del Bierzo        | O Cebreiro                  | Pereje, Trabadelo, La Portela de Valcarce, Vega de Valcarce, Ruitelan, La Faba                 | Từ León tới Galicia.                                                                  |
| 25 | 625                                    | 144                     | 36.5        | O Cebreiro                    | Sarria                      | Hospital de la Condesa, Fonfría, Triacastela, Samos, Calvor                                    |                                                                                       |
| 26 | 661.5                                  | 107.5                   | 21          | Sarria                        | Portomarín                  | Barbadelo, Fereiros                                                                            | Điểm cuối cùng mà người hành hương có thể bắt đầu cuộc hành trình đi bộ hoặc đi ngựa. |
| 27 | 682.5                                  | 86.5                    | 24.5        | Portomarín                    | Palas de Rei                | Gonzar, Ventas de Naró, Ligonde                                                                |                                                                                       |
| 28 | 707                                    | 62                      | 25.5        | Palas de Rei                  | Arzúa                       | Casanova, Leboreiro, Melide, Ribadiso da Baixo                                                 |                                                                                       |
| 29 | 732.5                                  | 36.5                    | 36.5        | Arzúa                         | Santiago de Compostela      | Santa Irene, Arca do Pino, Monte do Gozo                                                       |                                                                                       |